# Kentrochrysalis
Kentrochrysalis là một chi bướm đêm thuộc họ Sphingidae.

## Các loài
- Kentrochrysalis consimilis - (Rothschild & Jordan 1903)
- Kentrochrysalis heberti - Haxaire & Melichar, 2010
- Kentrochrysalis sieversi - Alpheraky 1897
- Kentrochrysalis streckeri - (Staudinger 1880)